# Бело Блато
Бело Блато (слч. Lízika, Biele Blato, мађ. Nagyerzsébetlak) је насеље града Зрењанина у Средњобанатском округу. Према попису из 2022. било је 1034 становника.

## Историја
Бело Блато је први пут насељено 1866. године, када га насељавају Немци. Село су назвали Елизенхајм. Због велике поплаве која се десила 1876. године, Немци се исељавају у Румунију.
Године 1883. је поново расписана колонизација и село насељавају Словаци из Падине (180 породица). Нешто касније у Бело Блато (Словачки - Лизика) долазе Мађари, Немци и Бугари). Насељеници су добили по 10 кј земље и плац за кућу са окућницом. Већ након три године, нови колонисти су изградили школу, набијачу покривену трском. Године 1889. избили су сељачки немири, због одбијања државног закупца земље Мучалова, да преда сву земљу колонистима. Мештани су посејали усев и по тој спорној земљи. Суд је споро радио, а мештани су били огорчени. Када је дошао у место срески начелник Бакаловић избио је сукоб, током којег су жандарми убили тројицу колониста (Мађара, Словака и Бугарина). Село се полако развијало. Од самог почетка у селу су биле две конфесије, Словачка Евангелистичка ав., и католичка. Словаци су Евангелисти а остали досељеници су били католици. Било је потребно саградити две цркве што је и урађено и то године 1895. католичка и 1902. Словачка Евангелистичка. Убрзо после је саграђен и млин, чији је власник био Ján Bùrik, Словак из Арадца.
За време Првог светског рата, 200 младих становника Белог Блата је ратовало на разним фронтовима широм Европе. Нажалост 47 младића се није вратило својим кућама а иза њих је остало 100 сирочади.
Други светски рат је такође оставио дубоке ране. Мобилисано је 156 регрута од којих се 24 никад није вратило.
После Другог светског рата у селу је оформљена Земљорадничка задруга, пољопривредно друштво Јединство, 1962. године је село добило струју затим телефон, водовод, 1973. је пуштена у рад фабрика за прераду трске...

## Демографија
У насељу Бело Блато живе 1173 пунолетна становника, а просечна старост становништва износи 39,4 година (38,4 код мушкараца и 40,4 код жена). У насељу има 568 домаћинстава, а просечан број чланова по домаћинству је 2,60 (попис 2002).
Становништво у овом насељу веома је нехомогено.
|  |

| Демографија | Демографија | Демографија |
| Година      | Становника  | Становника  |
| ----------- | ----------- | ----------- |
| 1948.       | 2.159       |             |
| 1953.       | 2.490       |             |
| 1961.       | 2.031       |             |
| 1971.       | 1.841       |             |
| 1981.       | 1.746       |             |
| 1991.       | 1.762       | 1.602       |
| 2002.       | 1.477       | 1.517       |
| 2011.       | 1.342       |             |

| Етнички састав према попису из 2002.‍ | Етнички састав према попису из 2002.‍ | Етнички састав према попису из 2002.‍ | Етнички састав према попису из 2002.‍ | Етнички састав према попису из 2002.‍ |
| ------------------------------------ | ------------------------------------ | ------------------------------------ | ------------------------------------ | ------------------------------------ |
|                                      |                                      |                                      |                                      |                                      |
| Словаци                              | Словаци                              |                                      | 583                                  | 39,47%                               |
| Мађари                               | Мађари                               |                                      | 488                                  | 33,03%                               |
| Бугари                               | Бугари                               |                                      | 128                                  | 8,66%                                |
| Срби                                 | Срби                                 |                                      | 118                                  | 7,98%                                |
| Југословени                          | Југословени                          |                                      | 41                                   | 2,77%                                |
| Роми                                 | Роми                                 |                                      | 31                                   | 2,09%                                |
| Румуни                               | Румуни                               |                                      | 12                                   | 0,81%                                |
| Муслимани                            | Муслимани                            |                                      | 3                                    | 0,20%                                |
| Хрвати                               | Хрвати                               |                                      | 2                                    | 0,13%                                |
| Немци                                | Немци                                |                                      | 2                                    | 0,13%                                |
| Црногорци                            | Црногорци                            |                                      | 1                                    | 0,06%                                |
| Албанци                              | Албанци                              |                                      | 1                                    | 0,06%                                |
| непознато                            | непознато                            |                                      | 0                                    | 0,0%                                 |

| Година пописа     | 1948. | 1953. | 1961. | 1971. | 1981. | 1991. | 2002. |
| ----------------- | ----- | ----- | ----- | ----- | ----- | ----- | ----- |
| Број домаћинстава | 586   | 653   | 560   | 564   | 569   | 629   | 568   |

| Број чланова      | 1   | 2   | 3   | 4   | 5  | 6  | 7 | 8 | 9 | 10 и више | Просек |
| ----------------- | --- | --- | --- | --- | -- | -- | - | - | - | --------- | ------ |
| Број домаћинстава | 135 | 173 | 104 | 120 | 20 | 12 | 1 | 2 | 1 | 0         | 2,60   |

| Пол    | Укупно | Неожењен/Неудата | Ожењен/Удата | Удовац/Удовица | Разведен/Разведена | Непознато |
| ------ | ------ | ---------------- | ------------ | -------------- | ------------------ | --------- |
| Мушки  | 622    | 206              | 374          | 31             | 11                 | 0         |
| Женски | 618    | 108              | 373          | 123            | 14                 | 0         |
| УКУПНО | 1.240  | 314              | 747          | 154            | 25                 | 0         |

| Пол    | Укупно                    | Пољопривреда, лов и шумарство | Рибарство                            | Вађење руде и камена | Прерађивачка индустрија       |
| ------ | ------------------------- | ----------------------------- | ------------------------------------ | -------------------- | ----------------------------- |
| Мушки  | 401                       | 154                           | 77                                   | 1                    | 51                            |
| Женски | 183                       | 97                            | 11                                   | 0                    | 19                            |
| УКУПНО | 584                       | 251                           | 88                                   | 1                    | 70                            |
| Пол    | Производња и снабдевање   | Грађевинарство                | Трговина                             | Хотели и ресторани   | Саобраћај, складиштење и везе |
| Мушки  | 27                        | 59                            | 6                                    | 4                    | 3                             |
| Женски | 0                         | 2                             | 23                                   | 6                    | 2                             |
| УКУПНО | 27                        | 61                            | 29                                   | 10                   | 5                             |
| Пол    | Финансијско посредовање   | Некретнине                    | Државна управа и одбрана             | Образовање           | Здравствени и социјални рад   |
| Мушки  | 0                         | 5                             | 9                                    | 2                    | 2                             |
| Женски | 0                         | 2                             | 4                                    | 8                    | 5                             |
| УКУПНО | 0                         | 7                             | 13                                   | 10                   | 7                             |
| Пол    | Остале услужне активности | Приватна домаћинства          | Екстериторијалне организације и тела | Непознато            | Непознато                     |
| Мушки  | 0                         | 0                             | 0                                    | 1                    | 1                             |
| Женски | 0                         | 2                             | 0                                    | 2                    | 2                             |
| УКУПНО | 0                         | 2                             | 0                                    | 3                    | 3                             |

## Галерија
- Ученици 3. и 4. разреда словачке основне школе у Белом Блату (1947)